# Andresia (zeeanemoon)
Andresia is een geslacht van zeeanemonen uit de klasse van de Anthozoa (bloemdieren).

## Soort
- Andresia partenopea of Andresia parthenopea (Andrès, 1883)